# Audi 100 C4
La sigla Audi 100 C4 (sigla interna: C4/4A) indica la quarta ed ultima generazione dell'Audi 100, una vettura di fascia alta prodotta dalla fine del 1990 al 1994 dalla Casa automobilistica tedesca Audi. A partire dal restyling occorso nel 1994, e fino al 1997, la vettura cambia denominazione e va a costituire la prima generazione dell'A6, pur essendo tecnicamente invariata rispetto a prima.

## Profilo e storia

### Genesi e debutto
Uno dei più difficili ostacoli incontrati durante il progetto relativo alla quarta generazione dell'Audi 100 fu rappresentato dall'Audi 100 C3. Infatti il suo design così innovativo al suo debutto riuscì ad essere ancora assai valido cinque anni dopo, nel 1987, quando il progetto relativo all'Audi 100 C4 si trovava già in fase avanzata, anche se i primi studi relativi al nuovo modello cominciarono ad essere condotti già poco tempo dopo il lancio della C3. Tale circostanza venne ammessa anche dallo stesso Hartmut Warkuß, all'epoca capo designer Audi: l'Audi 100 C3 risultò decisamente moderna anche al momento di pensare a sostituirla. Per questo, le direttive di Ferdinand Piëch, nel frattempo divenuto amministratore delegato dell'Audi, furono mirate: migliorare l'aerodinamica, porre un accento sull'identità di marca e soprattutto arricchire i contenuti, sia tecnici che di allestimento. In effetti, la durata stessa dello sviluppo del progetto, nonostante di cercasse di orientarlo più verso una evoluzione che verso una rivoluzione, la dice lunga sulle difficoltà incontrate nel tentativo di non stravolgere una formula vincente come quella che stava decretando il successo della terza generazione dell'Audi 100. Un po' più chiaro il da farsi dal punto di vista tecnico, dove occorreva allinearsi ad una concorrenza che ormai faceva dei motori a 6 cilindri la propria bandiera. Infine si lavorò sul fronte del livello di finitura, cercando di rendere uniforme l'accostamento fra i lamierati e utilizzando materiali più pregiati per gli interni. I primi esemplari cominciarono ad essere prodotti nel mese di agosto del 1990, ma i concessionari cominciarono a ricevere i primi lotti di vettura solo nel mese di novembre. La commercializzazione venne ufficialmente avviata il 7 dicembre 1990.

#### Design esterno ed interno
Per quanto riguarda gli ingombri, la quarta generazione dell'Audi 100 risultò quasi del tutto identica alla generazione precedente: stessa lunghezza, larghezza ridotta di 3 cm e altezza aumentata di uno. L'altezza lievemente superiore fu voluta per offrire più spazio ai conducenti e ai passeggeri di statura più alta. Nonostante ciò, il Cx risultò migliore rispetto a prima (0,29 il suo valore). L'Audi 100 C4 confermò la formula vincente del corpo vettura di tipo berlina a 3 volumi, stavolta con linee più tese, ma con spigoli arrotondati, con una linea di cintura piuttosto inclinata e protesa in avanti che proseguiva oltre il parabrezza grazie alla linea del cofano spiovente e con calandra integrata. Gli archi passaruota divennero di forma semicircolare anziché schiacciati sulla parte superiore. Presenti anche gruppi ottici anteriori e posteriori a sviluppo orizzontale e dal disegno avvolgente attorno agli angoli della carrozzeria. Alcune soluzioni che resero così particolare la linea della 100 C3 vennero scartare per motivi riconducibili alla ricerca di un maggior comfort a bordo. Fu il caso ad esempio delle superfici vetrate laterali: mantenute a filo della carrozzeria, furono decisamente inclinate nella terza generazione, ma tornarono ad essere più verticali nella quarta per evitare un eccessivo irraggiamento solare e quindi un eccessivo riscaldamento dell'abitacolo, dove lo spazio venne ottimizzato per offrire il maggior spazio possibile a bordo. L'impiego massiccio di materiali fonoassorbenti rese la vettura sensibilmente più silenziosa, mentre i sedili e il divano posteriore vennero resi più confortevoli proponendo una seduta più soffice e fianchetti più rigidi per un maggior contenimento.

#### Struttura, meccanica e motori
La struttura a scocca portante dell'Audi 100 C4 prevedeva fra l'altro novità come il tetto incollato al resto della struttura per favorire la rigidità torsionale. L'intera scocca venne inoltre sottoposta ad un processo di zincatura che ne riduceva drasticamente la possibilità di fare ruggine. L'architettura meccanica era immutata rispetto alla generazione precedente, con motore longitudinale e trazione anteriore. Ma questa volta, già dal debutto furono proposte anche versioni a trazione integrale, per le quali vennero scelte soluzioni tecniche differenti dalle corrispondenti versioni "tutto avanti", in ogni caso esattamente come già era avvenuto nell'Audi 100 C3.
Infatti, restando l'avantreno di tipo MacPherson su tutta la gamma, nelle versioni a trazione anteriore il retrotreno rimase a ponte rigido con ruote interconnesse, barra Panhard e bracci longitudinali, mentre nelle versioni a trazione integrale venne scelta la soluzione dello schema a ruote indipendenti con quadrilateri deformabili. Indipendentemente da ciò, su entrambi gli assi erano comunque presenti molle elicoidali ed ammortizzatori idraulici telescopici. Nonostante fosse meno larga rispetto alla 100 C3, la nuova Audi 100 montava carreggiate più larghe. L'impianto frenante era di tipo misto nelle versioni di base e a quattro dischi nelle versioni di punta. L'ABS era di serie nelle versioni più ricche, ma era optional in quelle di base.
Al suo debutto fu resa disponibile in quattro motorizzazioni, con alimentazione a iniezione e tutte catalizzate:
- 2.0: motore a 4 cilindri da 1984 cm³ con potenza massima di 101 CV;
- 2.0 E: stesso motore della precedente versione, ma con potenza massima portata a 115 CV;
- 2.3 E: motore a 5 cilindri da 2309 cm³ con alimentazione ad iniezione e potenza massima di 133 CV;
- 2.8 E: motore V6 da 2771 cm³ con alimentazione ad iniezione e potenza massima di 174 CV.

Il cambio era del tipo manuale a 5 marce su tutta la gamma, ma in alcune versioni era possibile ottenere a richiesta un cambio automatico a 4 rapporti. La trazione era anteriore per tutti i modelli, ma a parte la 2.0 di base, le altre tre motorizzazioni potevano essere richieste anche con trazione integrale. Quest'ultima si avvaleva di un differenziale centrale di tipo Torsen.

### Evoluzione
Venne proposta in listino inizialmente solo con carrozzeria berlina a tre volumi, per cui durante i primi mesi di carriera commerciale, il ruolo di station wagon venne ancora affidato alla 100 C3 Avant. La produzione fu portata nei primi mesi del 1991 a 750 esemplari al giorno. 

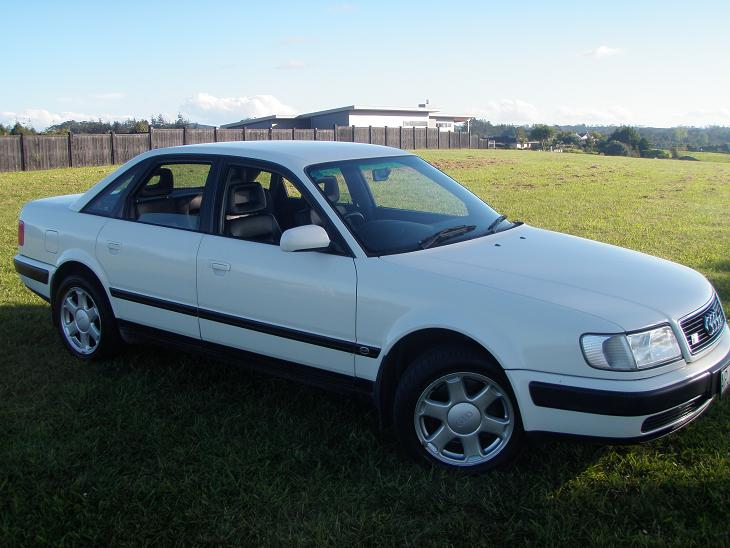
Un'Audi 100 S4

Nella primavera del 1991 vennero proposte le prime motorizzazioni diesel per la quarta generazione dell'Audi 100: ad aprile un motore turbodiesel ad iniezione diretta da 2.5 litri di cilindrata e con potenza massima di 115 CV, mentre a maggio un'unità da 2.4 litri con alimentazione atmosferica ed in grado di raggiungere una potenza massima di 82 CV. Quest'ultima motorizzazione però fu limitata solo ad alcuni mercati, mentre per quanto riguardava la versione con motore 2.5 TDI, essa poteva essere equipaggiata a richiesta con un cambio a 6 marce in cui la sesta, molto lunga, consentiva di viaggiare a velocità di crociera riducendo sensibilmente i consumi. Le versioni a gasolio non vennero mai previste a trazione integrale. Nello stesso periodo venne Due mesi dopo fu la volta della versione di punta, ossia l'Audi 100 S4. Si trattava di una versione dal carattere sportiveggiante equipaggiata con un'evoluzione del motore montato già a suo tempo sotto il cofano della precedente Audi 100 2.2 Turbo quattro. Qui l'unità motrice venne rivista a fondo e portata dai precedenti 165 CV a ben 230 CV di potenza massima, facendo raggiungere alla vettura una velocità massima di 244 km/h. La trazione per questo modello era esclusivamente integrale.

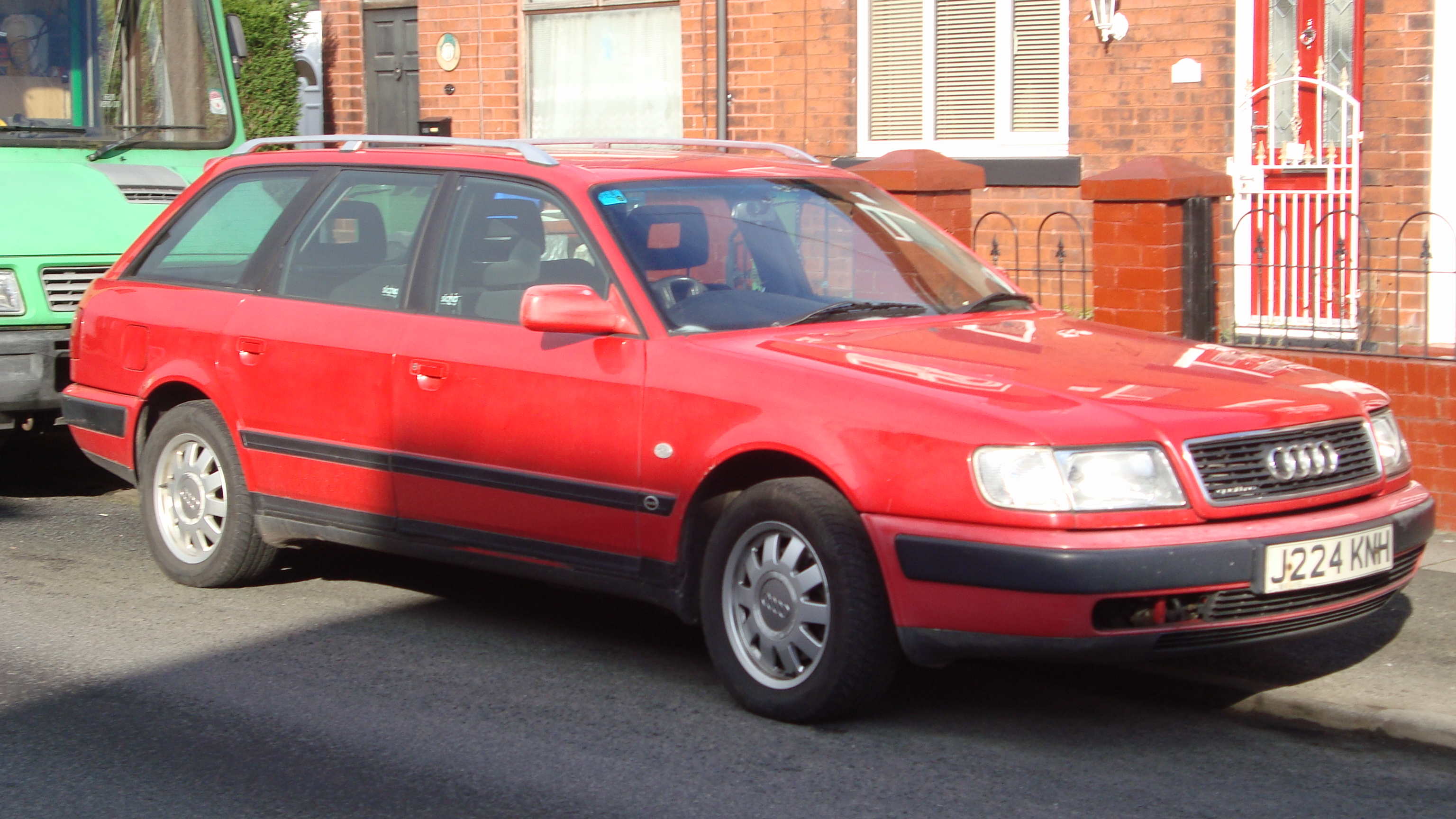
Un'Audi 100 quattro Avant

Nell'ottobre dello stesso anno vi fu l'arrivo della versione Avant, la nuova station wagon costruita sulla base della quarta generazione, che riuscì ad essere più armoniosa nelle linee di quanto non fosse stata a suo tempo la precedente C3 Avant. Concorrente diretta di modelli quali la Mercedes-Benz W124 T e la BMW Serie 5 Touring E34 (quest'ultima sarebbe stata introdotta due mesi dopo), disponeva di un bagagliaio di 1.310 litri di capacità una volta abbattuto il divano posteriore. Concepita per un utilizzo prevalentemente autostradale o comunque per grandi viaggi, la 100 C4 Avant fu una delle station wagon che dimostrò una volta di più quanto labile stesse diventando il confine fra una station wagon ed una vettura di prestigio. Venne infatti proposta nelle stesse motorizzazioni della berlina. 
I primi mesi del 1992 videro innanzitutto alcune novità per quanto riguardava la gamma motori: già a partire dal mese di gennaio, ma solo in alcuni mercati, venne proposto un inedito motore a benzina da 2 litri con distribuzione a 4 valvole per cilindro e potenza massima di 137 CV. A marzo vi fu invece l'arrivo di un nuovo motore V6 da 2.6 litri che con i suoi 150 CV andò a colmare il vuoto fra i 133 CV del motore 2.3 e i 174 CV del motore da 2.8 litri. Alla fine dello stesso anno, ecco arrivare la nuova versione di punta, ossia l'Audi 100 4.2 V8 S4 quattro. Tale nuova e potente versione non andò a sostituire la precedente 100 2.2 Turbo, ma le si affiancò come modello ancor più esclusivo. La nuova versione top di gamma fu equipaggiata con un motore V8, il primo ad essere montato sotto il cofano di un'Audi 100. Tale motore, della cilindrata di 4.2 litri, erogava una potenza massima di 280 CV, consentendo alla vettura di sfiorare i 250 km/h. Era anch'essa a trazione integrale e usciva di serie con un cambio manuale a 6 marce. L'arrivo di un motore V8 sotto il cofano di un'Audi 100 spinse il direttivo Audi a non proporre più in listino una corrispondente Audi 200, anche se in ogni caso era già in commercio da alcuni anni un modello di segmento F denominato Audi V8.
A partire dal mese di febbraio del 1993, anche la versione 2.5 TDI divenne ordinabile con il cambio automatico a 4 rapporti già previsto in molte altre motorizzazioni. Da quel momento in avanti, durante i successivi 18 mesi non vi furono altro che aggiornamenti di dettaglio. Si arrivò così al restyling dell'estate 1994, un restyling in cui l'Audi 100 non venne solo rivisitata, ma anche ribattezzata, dando origine alla prima generazione dell'Audi A6.

### Produzione e versioni speciali per mercati esteri
La storia dell'Audi 100 terminò con una produzione di 493.202 esemplari di Audi 100 C4, cifra che comprende anche 18.136 esemplari previsti solo per alcuni mercati ed in motorizzazioni differenti da quelle citate. Tali motorizzazioni furono in particolare: un 1.6 da 102 CV prodotto in appena 135 esemplari, un 2.6 depotenziato a 140 CV ed un 2.0 16v, anch'esso da 140 CV e destinato solo al mercato italiano. Queste tre motorizzazioni erano abbinabili a entrambe le configurazioni di carrozzeria e le due motorizzazioni più potenti furono disponibili anche con trazione integrale. Nella seguente tabella vengono riassunti i dati di produzione di queste versioni:
| Versioni destinate all'esportazione |            |                    |                          |                    |
| Versione                            | Potenza CV | Produzione berlina | Produzione station wagon | Anni di produzione |
| 100 1.6                             | 103        | 119                | 16                       | 1992-93            |
| 100 2.0 16v1                        | 140        | 3.125              | 6.241                    | 1992-94            |
| 100 quattro 2.0 16v                 | 140        | 471                | 2.129                    | 1992-94            |
| 100 2.6 E                           | 138        | 6.010              | 7                        | 1993-94            |
| 100 quattro 2.6 E                   | 138        | 17                 | 1                        | 1994               |
| Note: 1Solo per il mercato italiano |            |                    |                          |                    |

### Riepilogo caratteristiche
Di seguito vengono riepilogate le caratteristiche relative alle varie versioni dell'Audi 100 C4 fino al restyling del 1994 che avrebbe portato alla sua ridenominazione in Audi A6. I prezzi riportati sono in marchi tedeschi e si riferiscono al livello di allestimento meno costoso ed al momento del debutto nel mercato tedesco. La tabella non comprende le già citate motorizzazioni previste solo per alcuni mercati:
| Audi 100 C4 (1990-94)    |               |             |            |                                                       |                |               |           |                    |                    |              |                     |                    |                       |                       |                    |
| Modello                  | Carrozzeria   | Motore      | Cilindrata | Alimentazione                                         | Potenza CV/rpm | Coppia Nm/rpm | Trazione  | Cambio/ N°rapporti | Massa a vuoto (kg) | Velocità max | Acceler. 0–100 km/h | Consumo (l/100 km) | Commercializ- zazione | Prezzo all'epoca (DM) | Esemplari prodotti |
| Versioni a benzina       |               |             |            |                                                       |                |               |           |                    |                    |              |                     |                    |                       |                       |                    |
| 100 2.0                  | Berlina       | EA827 (AAE) | 1984       | Iniezione elettronica indiretta                       | 101/5500       | 157/2750      | Anteriore | Manuale 5 marce    | 1.310              | 182          | 12"6                | 8,3                | 12/1990-07/1994       | 38.700                | 24.557             |
| 100 2.0                  | Station wagon | EA827 (AAE) | 1984       | Iniezione elettronica indiretta                       | 101/5500       | 157/2750      | Anteriore | Manuale 5 marce    | 1.360              | 175          | 13"1                | 8"5                | 10/1991-07/1994       | 42.400                | 825                |
| 100 2.0 E                | Berlina       | EA827 (AAD) | 1984       | Iniezione elettronica indiretta                       | 115/5400       | 168/3200      | Anteriore | Manuale 5 marce    | 1.325              | 191          | 11"                 | 8,5                | 12/1990-07/1994       | 40.600                | 46.164             |
| 100 2.0 E                | Station wagon | EA827 (AAD) | 1984       | Iniezione elettronica indiretta                       | 115/5400       | 168/3200      | Anteriore | Manuale 5 marce    | 1.375              | 184          | 11"5                | 8"9                | 10/1991-07/1994       | 44.300                | 13.659             |
| 100 quattro 2.0 E        | Berlina       | EA827 (AAD) | 1984       | Iniezione elettronica indiretta                       | 115/5400       | 168/3200      | Integrale | Manuale 5 marce    | 1.430              | 191          | 11"4                | 9,2                | 12/1990-07/1994       | 47.900                | 118                |
| 100 quattro 2.0 E        | Station wagon | EA827 (AAD) | 1984       | Iniezione elettronica indiretta                       | 115/5400       | 168/3200      | Integrale | Manuale 5 marce    | 1.480              | 184          | 11"9                | 9,6                | 10/1991-07/1994       | 51.600                | 57                 |
| 100 S4 quattro 2.2 turbo | Berlina       | EA828 (AAN) | 2226       | Iniezione elettronica indiretta, turbocompressore KKK | 230/5900       | 350/1950      | Integrale | Manuale 5 marce    | 1.535              | 244          | 6"8                 | 10,7               | 07/1991-07/1994       | 75.950                | 10.395             |
| 100 S4 quattro 2.2 turbo | Station wagon | EA828 (AAN) | 2226       | Iniezione elettronica indiretta, turbocompressore KKK | 230/5900       | 350/1950      | Integrale | Manuale 5 marce    | 1.585              | 235          | 7"1                 | 12,4               | 10/1991-07/1994       | 79.650                | 5.212              |
| 100 2.3 E                | Berlina       | EA828 (AAR) | 2309       | Iniezione elettronica indiretta                       | 133/5500       | 186/4000      | Anteriore | Manuale 5 marce    | 1.370              | 202          | 10"2                | 9,5                | 12/1990-07/1994       | 45.100                | 111.840            |
| 100 2.3 E                | Station wagon | EA828 (AAR) | 2309       | Iniezione elettronica indiretta                       | 133/5500       | 186/4000      | Anteriore | Manuale 5 marce    | 1.420              | 194          | 10"5                | 9,9                | 10/1991-07/1994       | 48.800                | 15.082             |
| 100 quattro 2.3 E        | Berlina       | EA828 (AAR) | 2309       | Iniezione elettronica indiretta                       | 133/5500       | 186/4000      | Integrale | Manuale 5 marce    | 1.470              | 202          | 10"4                | 9,9                | 12/1990-07/1994       | 50.600                | 4.606              |
| 100 quattro 2.3 E        | Station wagon | EA828 (AAR) | 2309       | Iniezione elettronica indiretta                       | 133/5500       | 186/4000      | Integrale | Manuale 5 marce    | 1.520              | 194          | 10"7                | 10,1               | 10/1991-07/1994       | 54.300                | 1.725              |
| 100 2.6 E                | Berlina       | ABC         | 2598       | Iniezione elettronica indiretta                       | 150/5750       | 225/3500      | Anteriore | Manuale 5 marce    | 1.400              | 210          | 9"5                 | 9,4                | 03/1992-07/1994       | 48.118                | 47.933             |
| 100 2.6 E                | Station wagon | ABC         | 2598       | Iniezione elettronica indiretta                       | 150/5750       | 225/3500      | Anteriore | Manuale 5 marce    | 1.450              | 203          | 9"8                 | 9,5                | 03/1992-07/1994       | 52.184                | 18.704             |
| 100 quattro 2.6 E        | Berlina       | ABC         | 2598       | Iniezione elettronica indiretta                       | 150/5750       | 225/3500      | Integrale | Manuale 5 marce    | 1.500              | 210          | 9"7                 | 10,5               | 03/1992-07/1994       | 53.768                | 4.439              |
| 100 quattro 2.6 E        | Station wagon | ABC         | 2598       | Iniezione elettronica indiretta                       | 150/5750       | 225/3500      | Integrale | Manuale 5 marce    | 1.550              | 203          | 10"                 | 10,7               | 03/1992-07/1994       | 57.833                | 4.782              |
| 100 2.8 E                | Berlina       | AAH         | 2771       | Iniezione elettronica indiretta                       | 174/5750       | 250/3000      | Anteriore | Manuale 5 marce    | 1.400              | 218          | 8"                  | 9,7                | 12/1990-07/1994       | 54.100                | 65.114             |
| 100 2.8 E                | Station wagon | AAH         | 2771       | Iniezione elettronica indiretta                       | 174/5750       | 250/3000      | Anteriore | Manuale 5 marce    | 1.450              | 212          | 8"3                 | 9,9                | 10/1991-07/1994       | 57.800                | 7.843              |
| 100 quattro 2.8 E        | Berlina       | AAH         | 2771       | Iniezione elettronica indiretta                       | 174/5750       | 250/3000      | Integrale | Manuale 5 marce    | 1.500              | 218          | 8"                  | 10,7               | 12/1990-07/1994       | 59.600                | 19.857             |
| 100 quattro 2.8 E        | Station wagon | AAH         | 2771       | Iniezione elettronica indiretta                       | 174/5750       | 250/3000      | Integrale | Manuale 5 marce    | 1.550              | 212          | 8"3                 | 10,8               | 10/1991-07/1994       | 63.300                | 10.451             |
| 100 S4 quattro 4.2 V8    | Berlina       | ABH         | 4172       | Iniezione elettronica indiretta                       | 280/5800       | 400/4000      | Integrale | Manuale 6 marce    | 1.605              | 249          | 6"2                 | 13,1               | 10/1992-06/1994       | 92.777                | 722                |
| 100 S4 quattro 4.2 V8    | Station wagon | ABH         | 4172       | Iniezione elettronica indiretta                       | 280/5800       | 400/4000      | Integrale | Manuale 6 marce    | 1.655              | 247          | 6"6                 | 13,2               | 10/1992-06/1994       | 96.842                | 1.742              |
| Versioni a gasolio       |               |             |            |                                                       |                |               |           |                    |                    |              |                     |                    |                       |                       |                    |
| 100 2.4 D                | Berlina       | AAS         | 2370       | Diesel aspirato, iniezione indiretta                  | 82/4400        | 164/2400      | Anteriore | Manuale 5 marce    | 1.385              | 167          | 16"8                | 7,5                | 05/1991-07/1994       | 40.300                | 6.596              |
| 100 2.4 D                | Station wagon | AAS         | 2370       | Diesel aspirato, iniezione indiretta                  | 82/4400        | 164/2400      | Anteriore | Manuale 5 marce    | 1.435              | 160          | 17"5                | 7,6                | 10/1991-07/1994       | 44.000                | 1.119              |
| 100 2.5 TDI              | Berlina       | AAT         | 2461       | Turbodiesel iniezione diretta                         | 115/4000       | 265/2250      | Anteriore | Manuale 6 marce    | 1.425              | 195          | 11"1                | 6,3                | 05/1991-07/1994       | 46.300                | 29.693             |
| 100 2.5 TDI              | Station wagon | AAT         | 2461       | Turbodiesel iniezione diretta                         | 115/4000       | 265/2250      | Anteriore | Manuale 6 marce    | 1.475              | 160          | 17"5                | 7,6                | 10/1991-07/1994       | 50.000                | 21.771             |